# Блэкгейз
Блэкгейз (англ. Blackgaze) — смесь жанров, объединяющая элементы блэк-метала и шугейзинга. Слово «блэкгейз», состоящее из названий двух жанров, описано журналом The Guardian как термин, обозначающий новый сектор музыкальных групп, выводящий блэк-метал из тени и смешивающий бласт-бит, подвальный скрим и колючие гитарные рифы с более осмысленными мелодиями пост-рока, шугейза и постхардкора. Журнал Exclaim! пишет, что блэкгейз «соединяет грубый, нечеловеческий инструментальный саунд блэк-метала с мягким, мечтательным мотивом шугейза». Под влиянием атмосферных блэк-метал-групп, таких как Ulver и Summoning, жанр был открыт французским музыкантом Neige в 2005 г. во время его работы в проектах Alcest и Amesoeurs, и стал более известен с успехом американской группы Deafheaven. The Guardian назвал Deafheaven «де-факто парнями с обложки блэкгейза, которые скорее всего сделают блэк более популярным у широкой аудитории», а Exclaim! охарактеризовал их альбом Sunbather — наиболее хорошо воспринятый критиками сайта Metacritic альбом 2013 года — как исток блэкгейза.

## Развитие

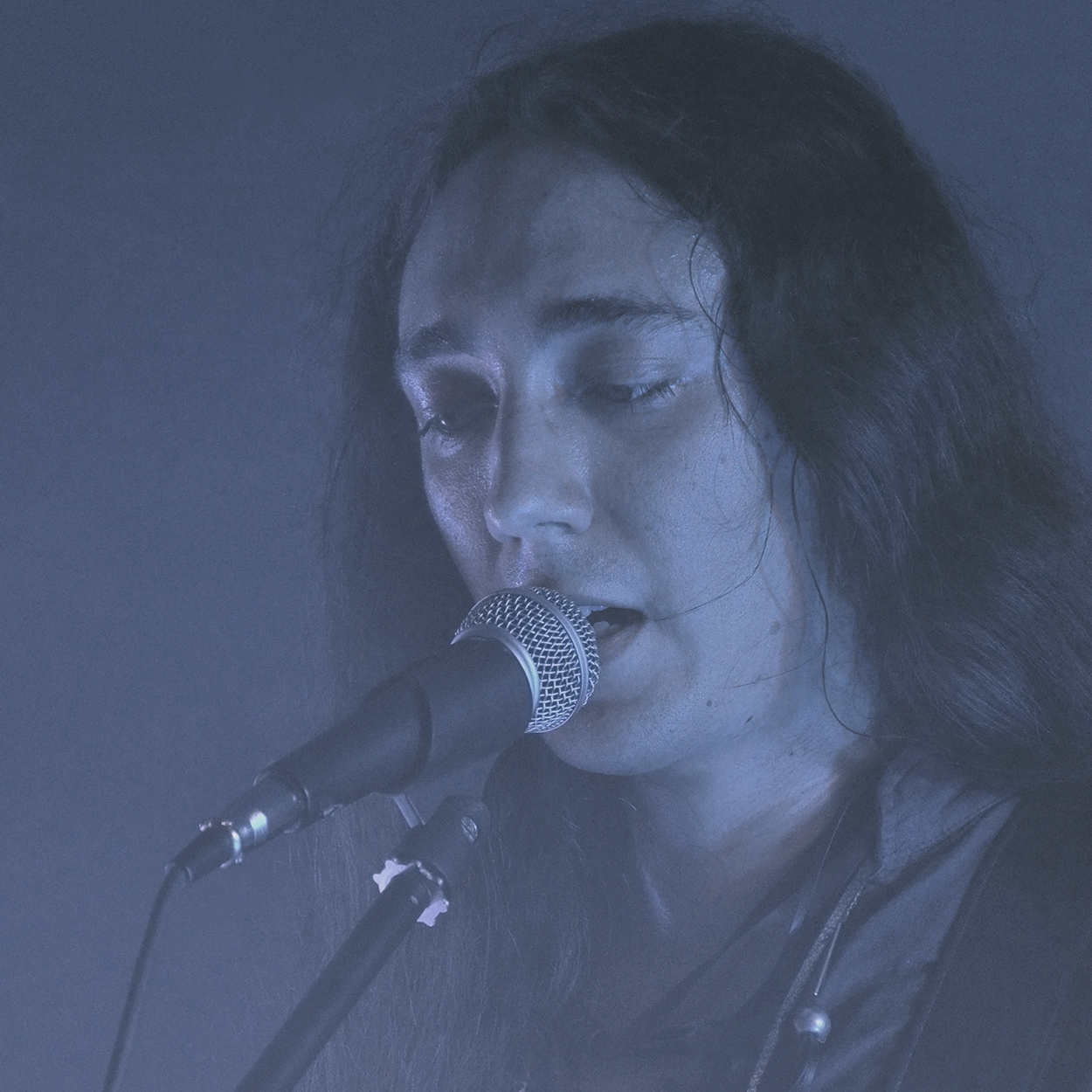
Выступление музыканта Neige в составе группы Alcest в 2011 г.

Хотя блэкгейз «географически обширен», Майкл Нелсон из Stereogum находит истоки блэкгейза в работе французского музыканта Neige, который впервые смешал два жанра в своих проектах, таких как Alcest, Amesoeurs и Lantlôs. По словам Нелсона, лонгплей Alcest, вышедший в 2005 г. и называющийся Le Secret, был «рождением блэкгейза»; он отмечал, что жанр звучит «как совместно записанный альбом групп Cocteau Twins/Burzum» и что «почти половину времени трека вокал доносится до нас ангельским пением, в то время как вторая половина — это сырой далёкий пронзительный скрим». Натали Зина Вальшотс из Exclaim! также приписывает Neige основание жанра, хотя именно американская группа Deafheaven продвинула жанр к «большей известности». Вокалист Deafheaven Джордж Кларк определяет творчество Burzum как «кальку» для музыкального направления Deafheaven.

## Признание
Некоторые фанаты традиционного блэк-метала и тяжелого метала больше других критиковали жанр за его успех среди слушателей вне метал-сообщества, более всего это выразилось после выхода альбома Sunbather группы Deafheaven в 2013 г., однако такая реакция осталась в тени всеобщего одобрения альбома музыкальными критиками, благодаря которому альбом стал определяющим жанр релизом. Deafheaven также добились массового признания за счёт живых выступлений на популярных музыкальных фестивалях, будучи обычно единственной выступающей группой, играющей музыку в жанре метал.